# Беурдешик
Беурдешик – газоконденсатне родовище на північному сході Туркменістану. 
Поклади вуглеводнів родовища пов’язані із відкладами верхньої юри (титонський ярус), верхньої/середньої юри (оксфордський/келовейський яруси) та середньої/нижньої юри. Глибина залягання покрівлі продуктивних пластів від 2306 до 2764 метра. За типом поклади відносяться до пластових, а як колектори виступають карбонати (верхньо- та верхньо/середньоюрські відклади) та пісковики (середньо/нижньоюрські відклади). Пористість коливається в межах 9 до 19%.
Початкові видобувні запаси Беурдешик оцінили у 59 млрд м3 газу та 2,2 млн тон конденсату.
Родовище відкрили у 1969 році та ввели в експлуатацію у 1980-му.
Його продукція транспортується у північно-східному напрямку до родовища Наїп, де з 1998-го працює газопереробний завод Наїп.